# Culex contei
Culex contei är en tvåvingeart som beskrevs av Duret 1968. Culex contei ingår i släktet Culex och familjen stickmyggor.
Artens utbredningsområde är Panama. Inga underarter finns listade i Catalogue of Life.